# Ökölvívás az 1904. évi nyári olimpiai játékokon
Az ökölvívás az 1904. évi nyári olimpiai játékokon először került az olimpia műsorába, és hét súlycsoportban zajlott. Csak hazai versenyzők vettek részt.

## Éremtáblázat
| Az 1904. évi nyári olimpiai játékok éremtáblázata ökölvívásban | Az 1904. évi nyári olimpiai játékok éremtáblázata ökölvívásban | Az 1904. évi nyári olimpiai játékok éremtáblázata ökölvívásban | Az 1904. évi nyári olimpiai játékok éremtáblázata ökölvívásban | Az 1904. évi nyári olimpiai játékok éremtáblázata ökölvívásban | Olimpia  |
| -------------------------------------------------------------- | -------------------------------------------------------------- | -------------------------------------------------------------- | -------------------------------------------------------------- | -------------------------------------------------------------- | -------- |
|                                                                | Ország                                                         | Arany                                                          | Ezüst                                                          | Bronz                                                          | Összesen |
| 1.                                                             | Egyesült Államok (USA)                                         | 7                                                              | 7                                                              | 4                                                              | 18       |
|                                                                |                                                                |                                                                |                                                                |                                                                |          |
| Összesen                                                       | Összesen                                                       | 7                                                              | 7                                                              | 4                                                              | 18       |

## Érmesek
| Az 1904. évi nyári olimpiai játékok érmesei ökölvívásban |                                          |                                            |                                            |
| Versenyszám                                              | Arany                                    | Ezüst                                      | Bronz                                      |
| Légsúly                                                  | George Finnegan · Egyesült Államok (USA) | Miles Burke · Egyesült Államok (USA)       | Nem adták ki                               |
| Harmatsúly                                               | Oliver Kirk · Egyesült Államok (USA)     | George Finnegan · Egyesült Államok (USA)   | Nem adták ki                               |
| Pehelysúly                                               | Oliver Kirk · Egyesült Államok (USA)     | Frank Haller · Egyesült Államok (USA)      | Frederick Gilmore · Egyesült Államok (USA) |
| Könnyűsúly                                               | Harry Spanjer · Egyesült Államok (USA)   | Russell Van Horn · Egyesült Államok (USA)  | Peter Sturholdt · Egyesült Államok (USA)   |
| Váltósúly                                                | Albert Young · Egyesült Államok (USA)    | Harry Spanjer · Egyesült Államok (USA)     | Joseph Lydon · Egyesült Államok (USA)      |
| Középsúly                                                | Charles Mayer · Egyesült Államok (USA)   | Benjamin Spradley · Egyesült Államok (USA) | Nem adták ki                               |
| Nehézsúly                                                | Samuel Berger · Egyesült Államok (USA)   | Charles Mayer · Egyesült Államok (USA)     | William Michaels · Egyesült Államok (USA)  |